# Gäddtjärnarna (Viksjö socken, Ångermanland)
Gäddtjärnarna är en sjö i Härnösands kommun i Ångermanland och ingår i Indalsälvens huvudavrinningsområde.